# Dorfkirche Zerben

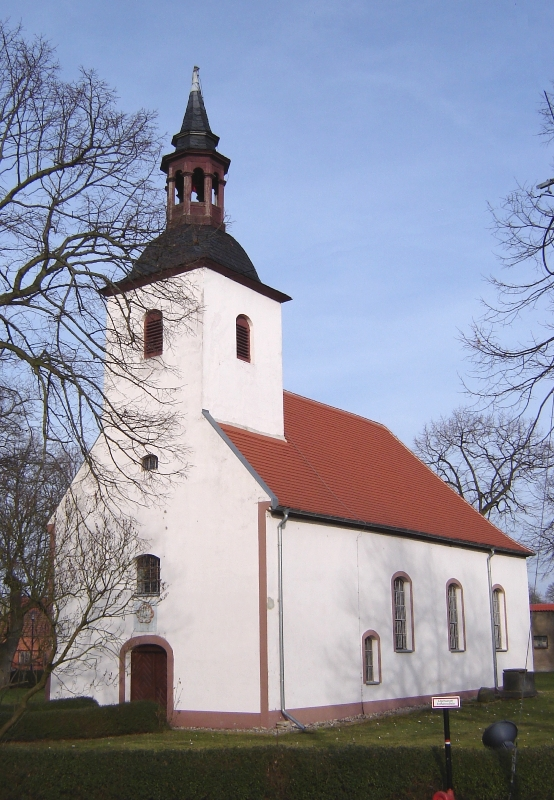
Dorfkirche Zerben

Die Dorfkirche Zerben ist das evangelische Gotteshaus von Zerben (Sachsen-Anhalt).

## Geschichte
Im Westteil des Ortes steht die Kirche von Zerben, ein verputzter Saalbau, über dessen Westfront der Kirchturm als Dachreiter thront. Der Turm trägt eine offene achteckige Laterne. In die Seitenwände des Kirchenschiffs sind Fenster in Stichbogenform eingelassen, die Ostwand jedoch ist fensterlos. Das Gebäude stammt aus dem Jahre 1743, als der Rittergutsbesitzer Werner Siegfried von Plotho anstelle der alten Kirche einen Neubau stiftete. Einige Teile des Vorgängerbaus fanden Verwendung in der neuen Kirche. Der Innenraum trägt eine flache Decke. An der westlichen Wand ist eine Empore angebracht, die zusammen mit dem in Kastenform eingerahmten Gestühl noch aus der Erbauungszeit stammt. Die Altarplatte dürfte aus der ersten Zerbener Kirche stammen, denn sie ist romanischer Herkunft. Die kleine Orgel mit einem Manual und neun Registern wurde 1823 gebaut. Elisabeth von Plotho stiftete 1869 den aus Marmor gefertigten kelchförmigen Taufstein. Seitlich des Altars stehen zwei Renaissance-Grabsteine mit den farbigen Bildnissen von Oto und Catarina von Plato (Plotho), gestorben 1605 bzw. 1611.